# Santa Maria de Llordà
Santa Maria de Llordà és una església del poble de Llordà, al municipi d'Isona i Conca Dellà (Pallars Jussà), inclosa a l'Inventari del Patrimoni Arquitectònic de Catalunya.

## Descripció

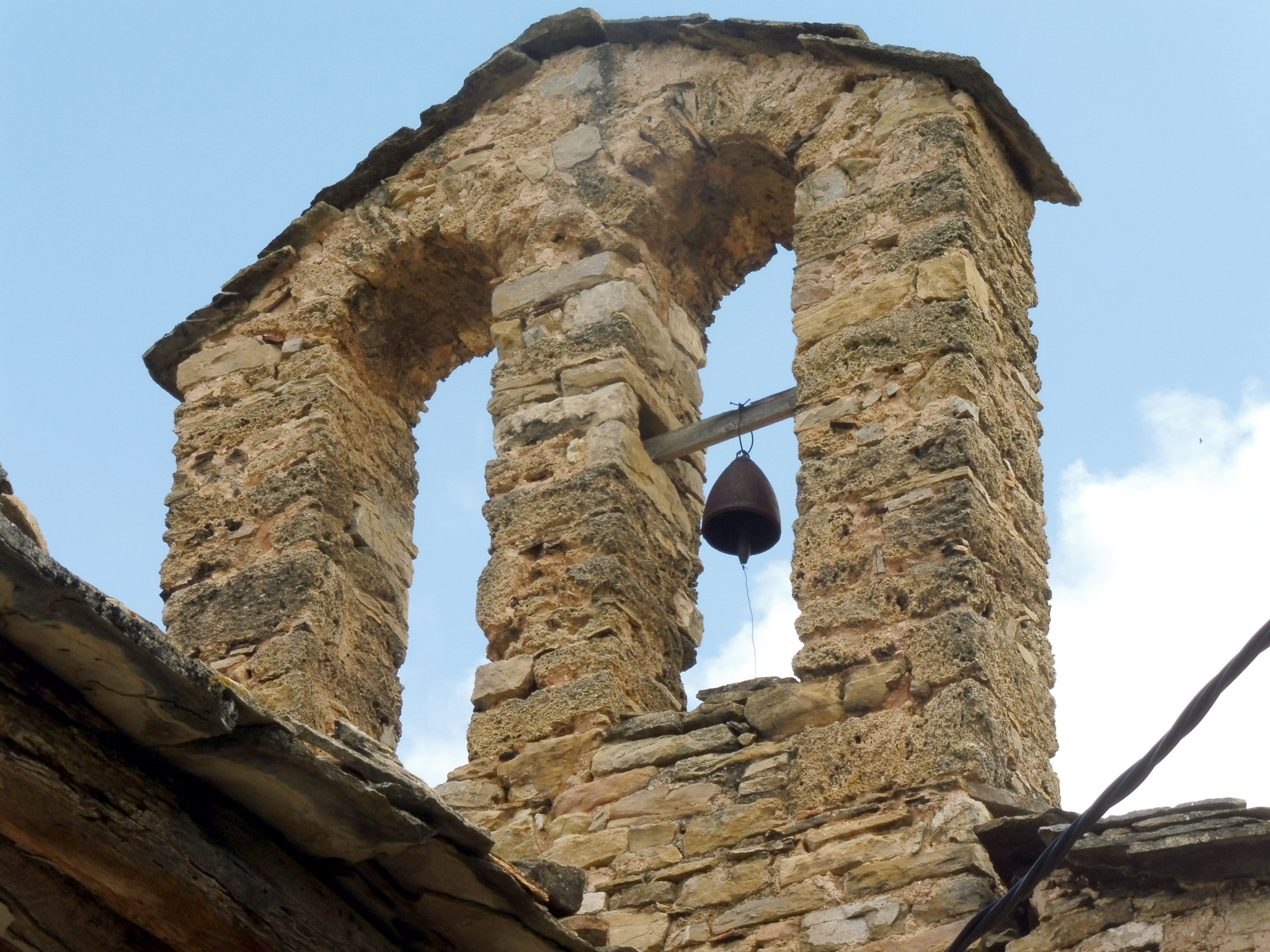
L'espadanya, amb l'ogiva d'un obús per campana

És un edifici enganxat a una casa que correspon a la rectoria, anomenada Can Llinars. L'església és al mig del poble. La nau és capçada per un absis semicircular i a la façana hi ha el campanar en forma d'espadanya. La teulada és mig de teules mig de pissarra (també ho és la de l'espadanya) i a doble vessant. La porta és de mig punt adovellada, a sobre hi ha un rosetó arrebossat de guix i a l'absis hi ha una finestra d'una esqueixada. El campanar és de finestres geminades. Tot el mur nord és totalment tapat per la casa annexa.
A la façana hi ha la inscripció sobre una placa: "IGLESIA PARROQUIAL DE Sta. MARIA".